# Det fria Sverige
Det fria Sverige (DFS) er en svensk nationalistisk, antisemitisk interesseorganisation med et sted mellem 1.300 og 2.500 medlemmer. Organisationen bruger fredelige metoder i sit arbejde for et samfund, som støtter metapolitisk, socialt som realpolitisk op om opinion for svenskere og svenskeres kultur og særlige rettigheder.
Det fria Sverige arbejder via meningsdannelse og oplysning og har tillige som mål at grundlægge Svenskarnas hus på forskellige steder i Sverige.
DFS omtaler sig som en organisation, der forsøger at skabe opinion og arbejder for folkeoplysning. Finansiering af organisationen sker via medlemskontingent og gaver.
Foreningen beskriver ikke sig selv som en organisation, der har gadeaktiviteter som deres fokusområde.
Foreningen er af professorer i religionssociologi Mia Lövheim (sv) og Mikael Stenmark (en) blevet beskrevet som en "radikal nationalistisk og kulturelt konservativ social bevægelse".

## Historie
Organisationen blev stiftet 24. november 2017 som Det fria Sverige, forkortet DFS. Blandt grundlæggerne var Dan Eriksson, Magnus Söderman, Ingrid Carlqvist (sv) og Daniel Frändelöv, der i varierende grad inden stiftelsen af DFS var medlemmer af eller havde forbindelser til højreekstreme (et udtryk de ikke selv ynder at anvende) grupper som Nordiska motståndsrörelsen, Svenskernes Parti, Info-14 og Nationaldemokraterna (sv).
Foreningen har udgivet adskillige bøger og publikationer gennem årene, og beskrives i den sammenhæng som: "Föreningen Det fria Sverige är Sveriges största nationalistiska förening".
I 2022 udsendte journalisten og dokumentarfilmskaberen Henrik Evertsson (sv) en dokumentarserie om nordiske nazister med titlen "Omgiven av fiender". Her fortælles om og beskrives tillige Det fria Sverige.

## Svegot
Den digitale avis og podcasts (Motgift, Tidningen Svegot, TV Svegot og Radio Svegot) udgives af foreningen SVEGOT-DFS (Det fria Sverige) og bliver til i et samarbejde mellem medlemmer samt professionelle journalister og er økonomisk uafhængig.

## Svenskarnas hus
Det første køb af Svenskarnas hus, hvor det primære formål er at drive forretning, stod klart 22. oktober 2018, med et hus i Älgarås, Töreboda kommun.

## Kontrovers
Den antiracistiske researchorganisation Expo, anvender i et antal af deres artikler betegnelsen højreekstrem (högerextrem) om foreningen, hvilket førte til protester mod Svenskarnas Hus.

## Fodnoter
1. ↑  Daniel Vergara & Jonathan Leman - Expo, 9. juni 2021:  "DFS uppmanar till etnisk rensning på judar"
2. ↑  "Det fria Sverige – Verksamhetsområden". Arkiveret fra originalen 22. november 2018. Hentet 22. november 2018.
3. ↑  Mattias Albinsson - Samhällsnytt (sv), 13. oktober 2021: ”Hedersbetygelse att motarbetas och svartmålas av Expo”
4. ↑  "Verksamhetsområden". Arkiveret fra originalen 22. november 2018. Hentet 22. november 2018.
5. 1 2  "Vad är Det fria Sverige?". Arkiveret fra originalen 23. november 2018. Hentet 22. november 2018.
6. ↑  Mia Lövheim & Mikael Stenmark (red.) (2020): A Constructive Critique of Religion: Encounters between Christianity, Islam and Non-religion in Secular Societies (på engelsk), Bloomsbury, s. 159.
 Originalcitat: "[...] the radical nationalist and culturally consersative social movement Det fria Sverige (DFS) [...]
7. ↑  Sverigearkivet, 11. december, 2017: "Det fria Sverige (DFS)"
8. ↑  Saxo.com, Bogtitel (paperback): "Rätt Väg - Rätt Val"
9. ↑  Jan Andersson - Göteborgs-Posten, 19. januar 2022: "Recension: ”Omgiven av fiender” på Viaplay"
10. ↑  Mimi Dahlén - Filmtopp.se, 19. januar 2022: "Omgiven av fiender (avsnitt 1-4)"
11. ↑  Malin Bring - Mariestads-Tidningen, 19. januar 2022: "Estoniafilmaren skildrar Det fria Sverige i Älgarås: ”Vill försöka förstå”"
12. ↑  "Om Svegot". Arkiveret fra originalen 23. november 2018. Hentet 23. november 2018.
13. ↑  "Vi har köpt det första Svenskarnas hus". Arkiveret fra originalen 23. november 2018. Hentet 23. november 2018.
14. ↑  Det fria Sverige om etableringen i Älgarås Arkiveret 23. november 2018 hos  Wayback Machine Sveriges Radio lokalstation for Skaraborg
15. ↑  Här vill vit makt-gruppen öppna sitt nya högkvarter Arkiveret 3. november 2018 hos  Wayback Machine avisen Expo
16. ↑  SD-politiker i Östersund medlem i högerextrem organisation Arkiveret 23. november 2018 hos  Wayback Machine Sveriges Radio
17. ↑  Boråsare i husprotest mot högerextrem närvaro Arkiveret 23. november 2018 hos  Wayback Machine Borås Tidning